# Alció estriat
L'Alció estriat (Halcyon chelicuti) és una espècie d'ocell de la família dels alcedínids (Alcedinidae) que habita boscos, matolls i terres de conreu de la major part de l'Àfrica Subsahariana, estant absent de la selva de l'Àfrica central i Occidental i de les zones més àrides.